# إد سولومون
إد سولومون (بالإنجليزية: Ed Solomon)‏ هو كاتب سيناريو وكاتب ومنتج أفلام ومخرج أمريكي، ولد في 15 سبتمبر 1960 في ساراتوغا في الولايات المتحدة.

## وصلات خارجية
- إد سولومون على موقع IMDb (الإنجليزية)
- إد سولومون على موقع ألو سيني (الفرنسية)
- إد سولومون على موقع أول موفي (الإنجليزية)
- إد سولومون على موقع بوكس أوفيس موجو (الإنجليزية)
- إد سولومون على موقع قاعدة بيانات الأفلام السويدية (السويدية)
- إد سولومون على موقع قاعدة بيانات الفيلم (الإنجليزية)
- إد سولومون على موقع كينوبويسك (الروسية)